# 후안 마렌
후안 루이스 마렌 델리스(스페인어: Juan Luis Marén Delis, 1971년 8월 20일~)는 쿠바의 전직 레슬링 선수이다. 1992년 하계 올림픽 남자 레슬링 그레코로만형 페더급 종목에서 동메달을 획득했고 1996년 하계 올림픽과 2000년 하계 올림픽 남자 레슬링 그레코로만형 페더급 종목에서 은메달을 획득했다. 또한 세계 선수권 대회에서 동메달 2개를 획득했으며 팬아메리칸 게임에서 4회 우승했다.